# 폴 베네딕트

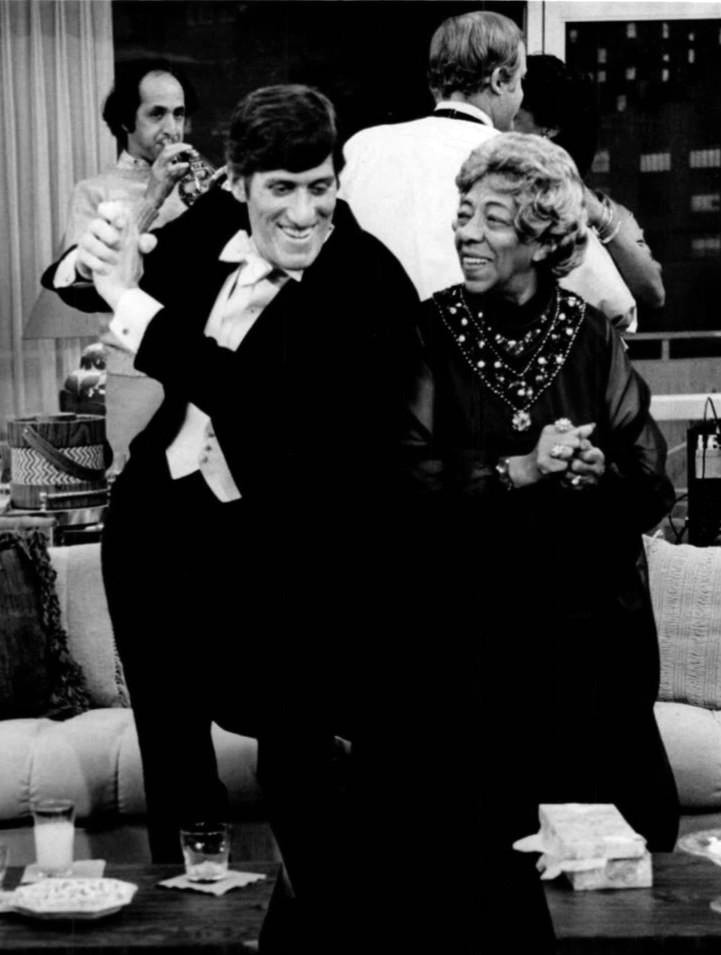

폴 베네딕트(Paul Benedict, 1938년 9월 17일 ~ 2008년 12월 1일)는 미국의 배우, 텔레비전 배우, 무대 연출가이다.
마서스비니어드에서 사망하였다.

## 영화
- 애프터 썬셋 (2004년)
- 그녀가 위대하지 않나요 (2000년)
- 욕조 속의 물고기 (1999년) - 마일로 역
- 거프만을 기다리며 (1996년)
- 건스 앤 립스틱 (1995년)
- 50피트 우먼 (1993년)
- 아담스 패밀리 (1991년) - 우맥 판사 역
- 프레쉬맨 (1990년)
- 두 남자와 한 여자 (1990년)
- 베이비케이크 (1989년)
- 체어 (1989년)
- 미스터 아더 2 (1988년)
- 이것이 스파이널 탭이다 (1984년)
- 전자 두뇌 인간 (1983년) - 버틀러 역
- 더 일렉트릭 그랜드마더 (1982년)
- 남북전쟁 (1982년)
- 빌리 인 더 로랜즈 (1979년)
- 굿바이 걸 (1977년)
- 스마일 (1975년)
- 만딩고 (1975년)
- 특종 기사 (1974년)
- 제레미아 존슨 (1972년) - 레버런드 린드퀴스트 역
- 갱 댓 커든트 슛 스트레이트 (1971년)
- 탈의 (1971년)